# Sui Sin Far

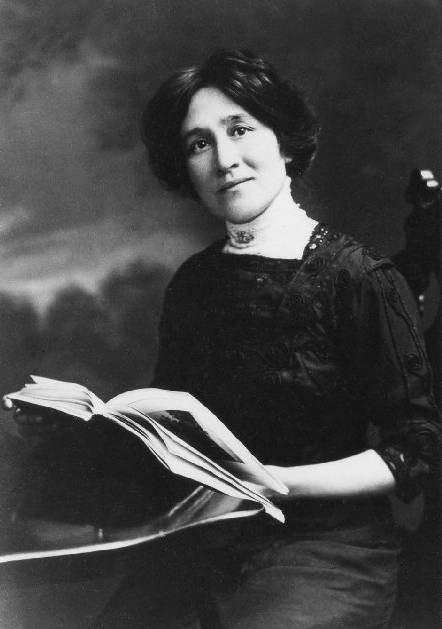
Sui Sin Far/Edith Eaton (undatiert)

Edith Maud(e) Eaton (* 15. März 1865 in Prestbury, Cheshire, England; † 7. April 1914 in Montreal), bekannt unter dem Pseudonym Sui Sin Far, war eine kanadische Schriftstellerin und Journalistin sinokanadischer Identität. Sie veröffentlichte zwischen den späten 1880er und ihrem Tod in verschiedenen Magazinen Nordamerikas hauptsächlich journalistische Artikel und Kurzgeschichten; 1912 publizierte sie in Buchform eine Auswahl ihres prosaischen Werkes unter dem Titel Mrs. Spring Fragrance. Obwohl Sui Sin Far heute als erste veröffentlichte sinoamerikanische Schriftstellerin gilt, wird sie in den Literaturwissenschaften erst seit den 1980ern verstärkt wahrgenommen.

## Leben
Edith Eaton wurde 1865 in Prestbury im englischen Cheshire als zweitältestes von 14 Kindern eines Engländers und einer chinesischstämmigen Mutter geboren, die sich in Shanghai kennengelernt hatten. Anfang der 1870er wanderte die Familie zunächst nach Hudson im US-Bundesstaat New York und dann ins kanadische Montreal aus. Hatte Edith in England noch eine Privatschulbildung genossen, waren nun die finanziellen Reserven der Familie aufgebraucht. Schon früh musste Edith die Familie finanziell unterstützen, indem sie eigene Spitzenarbeiten sowie Gemälde ihres Vaters – eines Amateurmalers – auf den Straßen Montreals verkaufte. Dafür verließ sie schon als Mädchen die Schule und wurde fortan von ihren Eltern zuhause unterrichtet. Ihre jüngere Schwester Winnifred Babcock wurde ebenfalls Schriftstellerin.
Als Eaton alt genug war, begann sie, als Stenografin bei Lokalzeitungen im Raum Montreal zu arbeiten. Mit 18 Jahren wurde sie Schriftsetzerin des Montreal Daily Star. Zur gleichen Zeit begann sie, erste eigene Texte zu schreiben. Ihre ersten Kurzgeschichten veröffentlichte sie 1888 im Montrealer Dominion Illustrated. Schon bald verfasste sie für die Montrealer Zeitungen auch eigene journalistische Beiträge, insbesondere zum Leben der Auslandschinesen in Montreals Chinatown. Dadurch beschäftigte sie sich immer mehr mit dem Schicksal der Sinoamerikaner, die damals von der weißen Mehrheitsgesellschaft Nordamerikas ausgegrenzt wurden; die USA hatten die weitere chinesische Einwanderung sogar gesetzlich verboten (Chinese Exclusion Act). Vieler dieser journalistischen Artikel veröffentlichte Eaton anonym oder unter ihren Initialen, gleichzeitig verfasste sie weitere Kurzgeschichten und auch einige Gedichte. 1896 lebte sie für sechs Monate in Kingston auf Jamaika, wo sie journalistische Artikel unter dem Pseudonym Fire Fly veröffentlichte.
Zeit ihres Leben litt Eaton an Rheumatischem Fieber und – wahrscheinlich dadurch hervorgerufen – an einer Kardiomegalie. Auf Rat ihres Doktors ging sie 1898 an die US-Westküste, wo sie in den nächsten Jahren in Seattle, San Francisco und Los Angeles lebte. Weiterhin arbeitete sie als Stenographin, verfasste aber nach wie vor eigene Artikel und Kurzgeschichten, nun vor allem über die Sinoamerikaner der Westküste. Während dieser Zeit nahm sie das Pseudonym „Sui Sin Far“ an; der Name verweist auf die chinesische Bezeichnung für die Narzissen. Hin und wieder tauchen auch Abwandlungen dieses Namens wie „Sui Seen Far“ oder „Sui Sin Fah“ auf. Als Tochter eines weißen Engländers und einer Chinesin war sie prädestiniert dafür, solche Geschichten für die weiße Mehrheitsgesellschaft Amerikas zu schaffen. Unter anderem thematisierte sie Vorurteile gegenüber Sinoamerikanern, die Benachteiligung sinoamerikanischer Frauen und das Schicksal von Menschen chinesisch-europäischer Abstammung wie sie selbst, die nicht wirklich zu einer Gesellschaftsgruppe oder zur anderen gehörten. Damit war sie die erste nordamerikanische Schriftstellerin, die literarische Texte über Sinoamerikaner schrieb und gleichzeitig Mitglied dieser Gesellschaftsgruppe war.

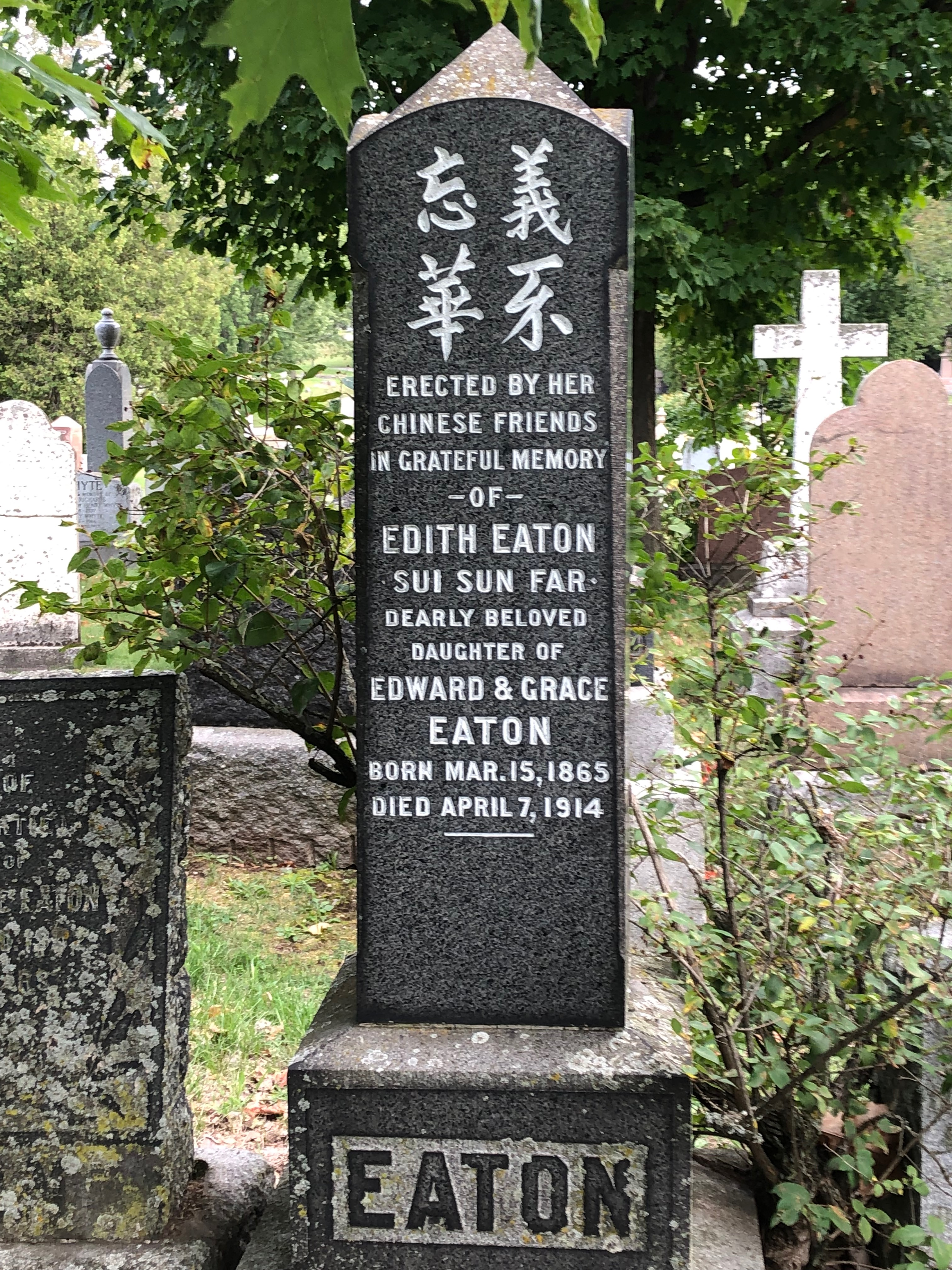
Edith Eatons Grabstein in Montreal (2019)

Sui Sin Fars Texte erschienen in zahlreichen Zeitschriften und Magazinen Nordamerikas, unter anderem im Youth’s Companion, im Century Illustrated Magazine, im Magazin Good Housekeeping  und in der New York Evening Post. Trotzdem gelang es ihr nie, ausschließlich vom Schreiben zu leben. 1909 zog Eaton nach Boston an die US-Ostküste, wo sie ihre Werke unter anderem im New England Magazine veröffentlichte. 1912 legte sie unter dem Titel Mrs. Spring Fragrance eine Auswahl ihrer Kurzgeschichten in Buchform vor. Die Titelfigur ist eine sinoamerikanische Frau, die aus einer Beobachtungsposition heraus die US-Gesellschaft beschreibt. 1913 verschlechterte sich Eatons Gesundheit und sie zog zurück zu ihrer Familie nach Montreal, wo sie ein Jahr später im Alter von 49 Jahren verstarb. Dort liegt sie auf dem Friedhof Mont-Royal begraben. Ihr Wunsch, einmal in die Heimat ihrer Mutter zu reisen, ging nie in Erfüllung.
Als erste sinoamerikanische Schriftstellerin Nordamerikas ist Sui Sin Far seit den 1980ern ein häufiges Subjekt literaturwissenschaftlicher Analysen vor allem in Fachzeitschriften. 1995 legte Annette White-Parks mit Sui Sin Far/Edith Maude Eaton: A Literary Biography eine erste umfassende Biografie Eatons vor. Im gleichen Jahr veröffentlichte White-Parks in Zusammenarbeit mit Amy Ling eine erweiterte Neuauflage von Mrs. Spring Fragrance. 2002 publizierte Dominika Ferens eine Doppelstudie von Edith Eaton und ihrer Schwester Winnifred. 2016 veröffentlichte Mary Chapman ihre Werkausgabe Becoming Sui Sin Far: Early Fiction, Journalism, and Travel Writing by Edith Maude Eaton, die ihren Schwerpunkt nicht auf die bekannten Werke aus Mrs. Spring Fragrance, sondern auf die bis dahin unbeachteten anderen Werke Eatons legte, besonders aus ihrem Frühwerk.

## Veröffentlichungen
- als Sui Sin Far: Mrs. Spring Fragrance. A. C. McClurg, Chicago 1912.
  - Amy Ling, Annette White-Parks (Hrsg.): Mrs. Spring Fragrance and other Writings. University of Illinois Press, Champaign 1995. ISBN 978-0-252-06419-7.

Werkausgaben
- Mary Chapman: Becoming Sui Sin Far: Early Fiction, Journalism, and Travel Writing by Edith Maude Eaton. McGill-Queen’s University Press, Montreal 2016. ISBN 978-0-7735-4722-3.
- The Collected Writings of Sui Sin Far. Graphic Arts Books, 2021. ISBN 978-1-5132-1181-7.